# Toronto Maple Leafs
O Toronto Maple Leafs é um time canadense de hóquei sobre o gelo, sediado em Toronto, Ontário. Sendo também o segundo maior campeão da Stanley Cup com 13 títulos, perdendo apenas para o Montreal Canadiens que possui 24 conquistas. É uma das franquias Original Six, junto com Montreal Canadiens, Boston Bruins, Detroit Red Wings, Chicago Blackhawks e New York Rangers. Ela  joga atualmente na Scotiabank Arena, desde 1999, após 68 anos no Maple Leaf Gardens.
O Leafs é bem conhecido por sua longa e amarga rivalidade com o Montreal Canadiens, e mais recente rivalidade com Ottawa Senators. Foi campeão da Stanley Cup por 13 vezes, sendo que em 1918 venceu usando o nome de Toronto Arenas e em 1922, venceu ainda usando o nome de Toronto St. Pats. Com o nome de Maple Leafs, venceu em 1932, 1942, 1945, 1947-1949, 1951, 1962-1964 e 1967, sendo esta sua última conquista.
Por US $ 1.5 bilhões (de acordo com Forbes 2019), Toronto Maple Leafs é a segunda equipe mais valiosa na NHL, atrás de  New York Rangers (1.65 bilhões) mas a frente do Montreal Canadiens (1.34 bi).

## História

### Os primeiros anos
A National Hockey League foi formada em 1917 em Montreal por equipas outrora pertencente à National Hockey Association (NHA), que teve uma disputa com Eddie Livingstone, proprietário do Toronto Blueshirts. Os proprietários dos outros quatro clubes - o Montreal Canadiens, Montreal Wanderers, Quebec bulldogs, e Ottawa Senators - tinham votos suficientes para expulsar Livingstone da NHA. Em vez disso, eles optaram por criar uma nova liga, a NHL, mas, e efectivamente Livingstone retirou-se da NHA por si só.
No entanto, os outros clubes sentiram que seria impensável não ter uma equipe de Toronto (a segunda maior cidade do Canadá na época) na nova liga. Também necessitavam de uma outra equipe para equilibrar o calendário após o bulldogs suspenderem as operações. Assim, a NHL concedeu um franquia "temporária" em Toronto à Arena Company, proprietária da Arena Gardens. A Arena Company concordou em arrendar os jogadores do Blueshirts para a temporada até que o litígio fosse resolvido. Esta franquia temporária não teve um nome oficial, mas foi informalmente chamado de "the Blueshirts" por escritores locais e, por vezes denominado "the Torontos" pelos fãs. Sob o comando do gerente Dick Querrie e do treinador Charlie Carroll, a equipe venceu a Stanley Cup na temporada inaugural da NHL.
Para a próxima temporada, em vez de devolver os jogadopres do Blueshirts a Livingstone, como originalmente prometido, a Arena Company  formou a sua própria equipe, o Toronto Arena Hockey Club, que foi prontamente aceite como pleno filiado na NHL. Também nesse ano, foi decidido que só equipas da NHL poderiam atuar no Arena Gardens,. Com a exigência de Livingstone pelo retorno de seus jogadores, o Arenas teve autos gasto com o processo judicial, sendo então forçado a vender a maioria das suas estrelas, resultando em uma horrenda temporada de cinco vitórias em 1918-19. Quando era óbvio que o Arenas não seria capaz de terminar a temporada, a NHL concordou em deixar o Arenas  parar as operações em fevereiro de 1919 e avançar directamente para os playoffs. A marca de .278 vitórias ainda é a pior época da história franquia.
A disputa legal quase arruinou a Arena Company, sendo forçada a colocar o Arenas para venda. Querrie então juntou-se a um grupo de pessoas que tinham comandado o St. Patricks, equipa amadora da Ontario Hockey Association. Os novos proprietários renomearam a equipa de Toronto St. Patricks (ou simplesmente St. Pats) e que operaram até 1927. Este período assistiu-se à mudança da cor do uniforme de azul para verde, bem como um segundo título da Stanley Cup em 1922.

### A era Conn Smythe
Querrie perdeu a ação judicial para Livingstone e decidiu colocar o St. Pats à venda dando grande atenção a uma oferta de 200 mil dólares de um grupo da Filadélfia. No entanto, o técnico Conn Smythe criou o seu próprio grupo e fez uma proposta de 160 mil dólares. Com a ajuda do acionista do St. Pats, JP Bickell, Querrie foi convencido a rejeitar a proposta da Filadélfia e aceitar a de Smythe argumentando que o orgulho cívico era mais importante que o dinheiro.
Após assumir o controle no Dia dos Namorados de 1927, Smythe imediatamente rebatizou a equipe de Maple Leafs (a equipe de beisebol Toronto Maple Leafs tinha ganho a International League championship há alguns meses). O Maple Leafs diz que o nome foi escolhido em honra do Regimento Maple Leaf, da I Guerra Mundial. Como o regimento é um substantivo, o plural é formado pela adição de um simples "s" criando Maple Leafs.
As primeiras informações eram que as cores da equipe teria de ser alterado para vermelho e branco, mas o Leafs vestiram blusas brancas com uma folha maple verde para o seu primeiro jogo em 17 de fevereiro de 1927. Na próxima temporada, o Leafs apareceu pela primeira vez com as camisas azuis e brancas que têm usado desde então. O Maple Leafs diz que o azul representa o céu canadense e o branco a neve, mas na verdade, o azul tem sido cor esportiva principal em Toronto desde que o Toronto Argonauts a adoptou como sua principal cor em 1873.

### Década de 1930: A inauguração do Maple Leaf Gardens e a primeira dinastia

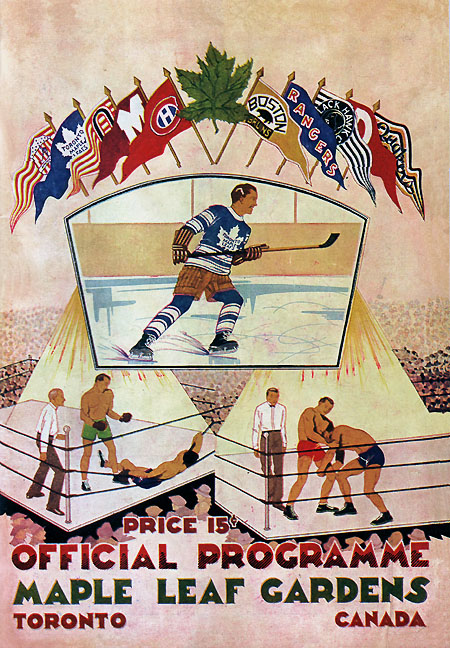
Programa da noite de estreia da equipe no Maple Leafs Gardens, em 12 de Novembro de 1931.

Após quatro temporadas ruins (incluindo três com Smythe como treinador), Smythe e os Leafs estrearam em sua nova arena, Maple Leaf Gardens, com uma derrota por  2 a 1 para o Chicago Black Hawks em 12 de novembro de 1931.
Liderado pelo treinador Dick Irvin, o Leafs viria a conquistar sua terceira Stanley Cup durante a primeira temporada em sua nova arena, passando pelo Montreal Maroons no primeiro confronto, pelo Boston Bruins nas semifinais, e pelo  New York Rangers na grande final da Stanley Cup. Smythe assume especial prazer em derrotar o Rangers esse ano, tinha sido contratado como o "primeiro treinador e gerente geral do Rangers" em sua temporada inaugural (1926-27), mas havia sido despedido antes da temporada.
A estrela do Leafs, Ace Bailey, quase foi morto em 1933, quando o defensor Eddie Shore do Boston Bruins prensou-o por trás contra a borda a toda velocidade. O defensor dos Leafs Red Horner acertou Shore com um soco, mas já era tarde, Bailey nunca mais voltou ao gelo, tendo de encerrar sua carreira. Os Leafs organizaram o primeiro All-Star Game da NHL para beneficiar Bailey.
O Leafs atingiria as finals mais cinco vezes nos próximos sete anos, mas não a ganharão nenhuma vez, perdendo para o marrons em 1935, Detroit Red Wings em 1936, o Chicago Black Hawks em 1938, Boston em 1939, e para o odiado Rangers em 1940. Neste momento, Smythe Irvin permitiu ir para Montreal para ajudar a reanimar o então moribundo Canadiens, sendo substitui pelo ex-capitão dos Leafs Hap day.

### Anos 1940: A segunda década de sucesso
Na final da Stanley Cup da temporada 1941-42, o Leafs perdia a série melhor de sete por três jogos a zero, quando Don Metz veio do nada e marcou um hat trick no jogo quatro e o gol da vitória no jogo cinco. Contado com o goleiro Turk Broda para parar o atague de Detroit e assegurou a vitória por 3 a 0 no sexto jogo, levando o leafs ao último e derradeiro jogo, onde Sweeney Schrinder marcou dois gols no último período e assegurou a Stanley Cup com uma vitória por 3 a 1. Ainda na temporada 1941-42 o capitão Syl Apps recebeu o Troféu Memorial Lady Byng após finalizar a temporada sem nenhuma penalização, e encerrando sua carreira de dez anos com uma média de 5 minutos e 36 segundo de punição por temporada.
Apps disse ao escritor Trent Frayne em 1949, "Se você me perguntar sobre minha melhor noite no hockey eu diria que foi o último tick do relógio que tocou o sino, é algo que eu jamais me esquecerei." Foi a primeira vez em um grande campeonato que uma equipe veio de 3 a 0 contra em uma série final melhor de sete e conseguiu sagrar-se campeã.
Três anos mais tarde, em 1945, com os seus heróis de 1942 diminuindo (quer devido à idade, saúde, ou a guerra), o Leafs tornou-se uma equipe de jogadores menos conhecidoss como o novato Goleiro Frank McCool e o defensor Babe Pratt. Mesmo tão modificada a equipe de Toronto bateu novamente em outra série final memorável o mesmo Detroit Red Wings por quatro jogos a três.
Dois anos mais tarde, nas finais de 1947, a poderosa defesa do recordista em títulos, Montreal Canadiens, e sua "Punch Line" (Maurice "Rocket" Richard, Toe Blake and Elmer Lach) poderia endurecer o confronto para o  Leafs, mas com o gol da vitória de Ted "Teeder" Kennedy  no jogo seis a equipe conseguiu a primeira de um série de três Stanley Cups seguidas - fato inédito até então na história da liga. Os outros dois títulos - 1948 e 1949 - foram ambos conquistados sobre o Detroit com vitórias por quatro jogos a dois. Com o título de 1948 o Leafs passou o Canadiens como maior vencedor até então na história da liga, posto só recuperado pela equipe de Montreal dez anos depois, ao bater o Boston Bruins na final de 1958.

### Anos 1950: A Maldição Barilko
Leafs e Canadiens se encontraram novamente na final de 1951, onte todos os cinco jogos foram decididos apenas na prorrogação. Tod Sloan marcou faltando 42 segundos para o fim do terceiro período, levando o quinto jogo para o tempo extra, onde o defensor Bill Barilko, que avia marcado apenas seis jogos em toda a temporada regular, marcou o gol da vitória garantindo a série e consequentemente a quarta conquista em cinco temporadas para o Leafs. No entanto, o momento de glória de Barilko durou pouco, apenas quatro meses após o título, ele desapareceu em um acidente aéreo perto de Timmins, Ontário. Após isso a equipe não teve mais nenhuma conquista nessa década.

### Anos 1960: Novos donos e nova dinastia

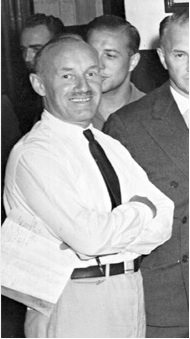
Conn Smythe

Antes do início da temporada 1961-62, Smythe vendeu a maior parte de suas ações do Maple Leafs Gardens a uma parceria composta por seu filho, Stafford Smythe, o dono de jornal, John Bassett, e pelo presidente do Toronto Malboros, Harold Ballard. O preço de venda foi de $ 2,3 milhões de dólares, um belo retorno sobre o investimento inicial da Smythe 34 anos mais cedo. Conn Smythe mais tarde afirmou que não sabia nada sobre os parceiros de seu filho, mas é muito improvável que poderia ter acreditado que Stafford levantaria o dinheiro em sua própria conta.
Sob o comando do trio, o Toronto venceu outras três Stanley Cups seguidas, entre 1962 e 1964. A equipe apresentou ao mundo Frank Mahovlich, Red Kelly, Johnny Bower, Dave Keon, Andy Bathgate, e Tim Horton, futuros membros do Hall da Fama, sendo liderados pelo técnico e gerente geral Punch Imlach.
Em 1967, Leafs e Canadiens se encotraram pela última vez nas finais, onde a equipe de Montreal era considerada favorita, mas com um gol de Bob Pulford na segunda prorogação do jogo três e o de Jim Pappin no jogo seis o Leafs venceu a série por quatro a dois, e consequentemente o campeonato. Nesta série o center dos Leafs foi considerado o MVP das finais, recebendo o Troféu Conn Smythe. Desde essa data o Leafs nunca mais venceu a Stanley Cup.
Em 1968, Mahovlich foi negociado com o Detroit em um acordo gigantesco. Em 1969 após um derrota na primeira rodada nod playoffs para o Boston Bruins, Smythe demitiu Imlach. Horton então declarou "Se essa equipe não quer Imlach, acho que também não me querem." Foi negociado com o New York Ranger no ano seguinte.

### 1970 e 1980: A era Ballard
Após a morte de Stafford Smythe, Harold Ballard comprou as suas ações para ter o controlo majoritário da equipa. Ballard foi proprietário muito controverso, sua gestão foi marcada por várias disputas com proeminentes jogadores, incluindo Keon, Lanny McDonald, e Darryl Sittler, e nem um único título da Stanley Cup.
Durante a década de 1970, mesmo com o nível de talentos na Liga diluídos pela adição de 12 novas franquias e do nascimento da rival World Hockey Association (WHA), o Leafs foi capaz de se manter uma equipe competitiva por várias temporadas. Mas apesar da presença de estrelas como Sittler, McDonald, Dave "Tiger" Williams, Ian Turnbull, e Börje Salming, a equipe conseguiu apenas uma vez, se classificar para as semifinais dos playoffs, em 1978 a equipe passou pelo Los Angeles Kings na volta preliminar e pelo New York Islanders nas quartas-de-final sendo batido nas semifinais pelo seu grande rival, o Montreal Canadiens, por um sonoro quatro jogos a zero. Um dos poucos destaques da época, ocorreu em 7 de fevereiro de 1976, quando Sittler marcou seis gols e quatro assistências contra o Boston Bruins e estabelecendo o recorde de pontos em um único jogo na história da liga, recorde esse que ainda se mantém mais de 30 anos depois.
A sério declínio começou em Julho de 1979, quando Ballard trouxe de volta Punch Imlach, um amigo de longa data, como gerente geral. Imlach negociou McDonald, amigo de Sittler, para minar a influência desse sobre a equipe. Sittler por sua vez foi embora da equipe dois anos mais tarde, quando o Leafs o negociou com o Philadelphia Flyers. Foi o maior goleador da história da franquia até ser superado por Mats Sundin em 2007.
A troca de McDonald colocou o Leafs em uma descendente.  A equipe terminou 5 jogos abaixo de .500 e mal chegou aos playoffs. Nos 12 anos seguintes, o Leafs (que foi deslocado para a Divisão Norris na temporada 1981-82) foi pouco competitivo, e não obteve outra marca superior a .500 até 1992-93. Ele perdeu seis vezes no playoffs e terminou acima do quarto lugar de sua divisão apenas uma vez (em 1990, a única época em que ainda obteve uma marca de .500). A equipe avançou para além da primeira rodada dos playoffs duas vezes (em 1986 e 1987, indo para as finais de divisão). O fundo po poço veio em 1984-85, quando terminou 32 jogos abaixo de .500, a segunda pior recorde na história franquia (a marca de .300 vitórias foi apenas 22 pontos percentuais superior ao Arenas de 1918-19).
O baixo desempenho do Leafs durante a década de 1980, no entanto, não resultou em boas escolhas no Draft. Wendel Clark, a primeira escolha geral em 1985, foi o único sucesso no Draft deste período e passou a capitão da equipe.

### Anos 1990: O Ressurgimento
Ballard morreu em 1990, e um ano mais tarde o seu amigo de longa data, o magnata dos supermercados Steve Stavro, comprou uma participação maioritária no Leafs. Diferentemente de Ballard, Stavro odiava aparecer e raramente interferiu nas operações de Hóquei do Leafs. Seu primeiro ato foi trazer para Toronto na temporada 1991-92, o General Manager Cliff Fletcher, que havia comandado o Calgary Flames na conquista da Stanley Cup de 1989.
Na temporada 1992-93 Fletcher imediatamente focou-se na construção de uma equipe que possa ser competitiva, mais uma vez, fazendo uma série de negócios e aquisições de free agents, transformando, de uma hora para outra, o Leafs de coadjuvante para um competidor. Excelente ataque de Doug Gilmour (um conhecido de Fletcher de Calgary) e Dave Andreychuk (adquiridos do Buffalo Sabres em troca de Grant Fuhr), bem como a estrelas das ligas menores, o goleiro chamada Felix Potvin, levou a equipa para uma então recorde da fraquia de 99 pontos, e o terceiro lugar na Divisão Norris, e o oitavo geral da liga. Nos playoffs o Toronto eliminou o Detroit Red Wings em sete jogos na primeira fase e, em seguida, derrotou o St. Louis Blues em outros sete jogos na final da divisão.
Esperando para encontrar o rival de longa data de Montreal (que estava jogando na final da Conferência Wales contra o New York Islanders) nas Finais, o Leafs enfrentou o Los Angeles Kings, liderado por Wayne Gretzky, na final da Conferência Campbell. O Leafs vencia a série por três a dois, mas perdeu Jogo seis em Los Angeles. Mas não sem controvérsia, Gretzky cortou a cara de Gilmour com seu taco, mas o árbitro Kerry Fraser não o aplicou penalidade, Gretzky então, marcou o gol da vitória momentos depois. O hat trick de Gretzky no jogo sete terminou com o sonho do Leafs, O Kings avançou e foi derrotado pelo Canadiens.
O Leafs teve outra forte temporada em 1993-94, terminando com 98 pontos, suficiente para quinta melhor campanha na Liga - a sua melhor campanha em 16 anos. No entanto, apesar de acabamento um ponto na frente do Calgary Flames, Toronto foi colocado em terceiro na Conferência Oeste (anteriormente a Conferência Campbell), por força do Título da Divisão do Pacífico do Flames. O Leafs eliminou o rival de divisão Chicago Blackhawks em seis jogos e a surpresa San Jose Sharks em sete jogos, antes de cair perante o Vancouver Canucks em cinco jogos na Final da Conferência Oeste.

### Um novo milênio em um novo lar
Em 1996, Stavro trouxe como parceiro, Larry Tanenbaum, o co-fundador da equipe da NBA, Toronto Raptors. A Maple Leaf Gardens Ltd. foi renomeada  como Maple Leaf Sports and Entertainment (MLSE), e continua a ser a empresa-mãe do Leafs, do Raptors e do Toronto FC da Major League Soccer (MLS), até os dias atuais.
Após dois anos fora dos playoffs no final da década de 1990, o Leafs adquiriu o goleiro Curtis Joseph como um free agent do Edmonton Oilers e assinou com o treinador Pat Quinn, que tinha sido despedido do Vancouver, em 1997. Isto resultou em outra responsabilidade ao Leafs nos playoffs depois da mudança em 1999 do Maple Leaf Gardens ao novo Air Canada Centre, partilhado com o Toronto Raptors.
Toronto chegou à segunda ronda dos playoffs em 2000 e 2001, perdendo, em ambas as ocasiões, para o New Jersey Devils, que fez a final da Stanley Cup em ambas as temporadas, ganhando em 2000. A temporada 2000 foi particularmente notável porque marcou o primeiro título de divisão da franquia em 37 anos, bem como a inédita marca de 100 pontos na temporada. No entanto, a temporada terminou especialmente em baixa, após a equipe ser eliminada pelo Devils na Semifinal de conferência.
Em 2002, o Leafs eliminou o Islanders e o seu rival de ontário Ottawa Senators, nas duas primeiras rodadas dos playoffs, só para perder para o surpreendente Carolina Hurricanes na Final da Conferência. A temporada 2002 foi particularmente impressionante na medida em que os Leafs tinha muitos dos seus melhores jogadores afastados por lesões, mas conseguiu chegar a final de conferência, devido aos esforços dos jogadores menos conhecidos, que foram liderados principalmente por Gary Roberts e Alyn McCauley.
Joseph decidiu ir defender o campeão Red Wings em 2002, com sua saída, a equipe encontrou um substituto no veterano Ed Belfour, que veio do Dallas Stars e tinha sido uma parte crucial da sua campanha na Stanley Cup de 1999. Mas Belfour não pode fazer nada nos playoffs de 2003, quando, a equipe perdeu para o Philadelphia em sete jogos na primeira rodada, 2003 também assistiu a uma mudança na direção da franquia, quando Stavro vendeu o seu controle acionário da MLSE para o Ontario Teachers' Pension Plan e abriu mão da presidência do conselho em favor da Tanenbaum. Stavro morreu em 2006.
A temporada 2003-04 começou em uma maneira incomum para a equipe, uma vez que realizou a sua pré-temporada na Suécia e jogou o NHL Challenge contra equipes da Suécia e da Finlândia. Neste ano, o Leafs teve uma muito bem sucedida temporada regular, onde destaca-se o recorde de 103 pontos da franquia, terminando com a quarta melhor campanha na Liga (a sua melhor posição final em 41 anos) e também com uma marca de .628 vitórias, a sua melhor em 43 anos e a terceira melhor da história da franquia. Toronto derrotou o Senators na primeira rodada dos playoffs pela quarta vez em cinco anos, mas na segunda ronda, perdeu por quatroa jogos a dois para o Flyers.

### A era Pós-lockout
Após o Lockout de 2004-05 da NHL, o Leafs atravessou tempos difíceis. Eles lutaram, em 2005-06, e apesar de um bom final de temporada(9-1-2 no 12 últimos jogos), liderado pelo goleiro Jean-Sebastien Aubin, o Leafs nem mesmo chegou aos playoff, fato que não ocorria desde 1998. Isto marcou a primeira vez que a equipe não chegou aos playoffs sob o comando do treinador Pat Quinn, e como resultado, foi demitido logo após a temporada. Para seu lugar foi contratado Paul Maurice, um treinador experiente na NHL que acabara de treinar o Toronto Marlies, equipe da American Hockey League filiada ao Leafs, em sua primeira temporada na liga. Em 30 de junho de 2006, o Maple Leafs recindiu o contrato do ídolo de longa data, Tie Domi. Além de Domi, o Maple Leafs também decidiu não usar a opção de renovar o contrato do goleiro Ed Belfour. Ambos os jogadores tornaram-se free agentes em 1 de julho de 2006. No entanto, apesar das mudanças de treinador e a adição de novos jogadores, como Pavel Kubina e Michael Peca, o Leafs novamente não esteve nos playoffs em 2006-07, 2007-08 e 2008-09.
Em 22 de janeiro de 2008, gerente geral John Ferguson Jr. foi demitido e foi substituído pelo interino Cliff Fletcher.. Em 7 de Maio, o Leafs despediu o treinador Paul Maurice e o assistente Randy Ladouceur, e substituíram-nos com o antigo treinador do San Jose Sharks, Ron Wilson, e os assistentes Tim Hunter e Rob Zettler.

### A era Brian Burke
Em 29 de novembro de 2008, o Maple Leafs contratou Brian Burke como o seu décimo terceiro Gerente Geral não interino (o primeiro Americano) na história da equipe. A aquisição de Burke terminou a segunda era Cliff Fletcher e confirmou os rumores de que Brian estava vindo para Toronto.
Em 31 de janeiro de 2010 o Leafs fez uma grande troca com o Calgary Flames, enviando Niklas Hagman, Matt Stajan, Jamal Mayers e Ian White, em troca de Fredrik Sjostrom, Keith Aulie e do futuro capitão Dion Phaneuf.
Em 14 de junho, a equipe nomeou Dion Phaneuf como seu capitão, pós deixar o cargo vago por dois anos desde a saída de Mats Sundin em 2008.

### Era Dave Nonis
Burke saiu dos Leafs em 2013, pouco antes do começo da encurtada 2012-13, que por um locaute só começou em janeiro. Sob o novo gerente Dave Nonis e o técnico Randy Carlyle, o Maple Leafs conseguiu sua primeira classificação para a segunda fase desde o locaute de 2004-05 com o quinto lugar no Leste. Na série com o Boston Bruins, os Leafs forçaram o jogo sete, no qual chegaram a liderar por 4-1, mas perderam por 5-4 na prorrogação.

## Fatos
Campeonatos: 13 — 1917-18, 1921-22, 1931-32, 1941-42, 1944-45, 1946-47, 1947-48, 1948-49, 1950-51, 1961-62, 1962-63, 1963-64, 1966-67.
Fundação: 1917, como Toronto Arenas
Arena: Scotiabank Arena (capacidade 18.819)
Design Logo: A folha de Bôrdo (Maple), símbolo do Canadá, em fundo azul, cor de Toronto.
Rivais: Montreal Canadiens, Ottawa Senators, Edmonton Oilers, Philadelphia Flyers, Buffalo Sabres

## Jogadores Importantes

### Elenco atual
Dados de 30 de dezembro de 2018.
| #  | Nac            | Jogador           | Posição | Tacada/Luva | Idade | Adquirido | Local de nascimento                |
| -- | -------------- | ----------------- | ------- | ----------- | ----- | --------- | ---------------------------------- |
| 31 | Noruega        | Frederik Andersen | G       | E           | 29    | 2016      | Herning, Dinamarca                 |
| 28 | Canadá         | Connor Brown      | RW      | D           | 24    | 2012      | Toronto, Ontário                   |
| 23 | Canadá         | Travis Dermott    | D       | E           | 22    | 2015      | Newmarket, Ontário                 |
| 63 | Canadá         | Tyler Ennis       | LW      | E           | 29    | 2018      | Edmonton, Alberta                  |
| 51 | Estados Unidos | Jake Gardiner     | D       | E           | 28    | 2011      | Minneapolis, Minnesota             |
| 33 | Canadá         | Frederik Gauthier | C       | E           | 23    | 2013      | Laval, Quebec                      |
| 2  | Estados Unidos | Ron Hainsey       | D       | E           | 37    | 2017      | Bolton, Connecticut                |
| 3  | Estados Unidos | Justin Holl       | D       | D           | 26    | 2015      | Tonka Bay, Minnesota               |
| 11 | Canadá         | Zach Hyman        | C       | D           | 26    | 2015      | Toronto, Ontário                   |
| 18 | Suécia         | Andreas Johnsson  | LW      | E           | 24    | 2013      | Gävle, Suécia                      |
| 43 | Canadá         | Nazem Kadri       | C       | E           | 28    | 2009      | London, Ontário                    |
| 24 | Finlândia      | Kasperi Kapanen   | RW      | D           | 22    | 2015      | Kuopio, Finlândia                  |
| 26 | Suécia         | Par Lindholm      | C       | E           | 27    | 2018      | Kusmark, Suécia                    |
| 52 | Eslováquia     | Martin Marincin   | D       | E           | 26    | 2015      | Košice, Eslováquia                 |
| 12 | Canadá         | Patrick Marleau   | LW      | E           | 39    | 2017      | Swift Current, Saskatchewan        |
| 16 | Canadá         | Mitch Marner      | RW      | D           | 21    | 2015      | Markham, Ontário                   |
| 34 | Estados Unidos | Auston Matthews   | C       | E           | 21    | 2016      | San Ramon, Califórnia              |
| 29 | Suécia         | William Nylander  | C       | D           | 22    | 2014      | Calgary, Alberta                   |
| 92 | Rússia         | Igor Ozhiganov    | D       | D           | 26    | 2018      | Krasnogorsk, Rússia                |
| 44 | Canadá         | Morgan Rielly     | D       | E           | 24    | 2012      | West Vancouver, Colúmbia Britânica |
| 40 | Estados Unidos | Garret Sparks     | G       | E           | 25    | 2011      | Elmhurst, Illinois                 |
| 91 | Canadá         | John Tavares      | C       | E           | 28    | 2018      | Mississauga, Ontário               |
| 22 | Rússia         | Nikita Zaitsev    | D       | D           | 27    | 2016      | Moscou, Rússia                     |

### Capitães
Os Maple Leafs. em sua história, tiveram 21 capitães.
| Nome             | Período   | Nome         | Período   | Nome             | Período              | Nome         | Período   |
| ---------------- | --------- | ------------ | --------- | ---------------- | -------------------- | ------------ | --------- |
| Ken Randall      | 1917-1918 | Red Horner   | 1938-1940 | Jimmy Thomson    | 1956-1957            | Rob Ramage   | 1989-1991 |
| Reg Noble        | 1920-1924 | Syl Apps     | 1940-1943 | Ted Kennedy      | 1957                 | Wendel Clark | 1991-1994 |
| Jonh Ross Roach  | 1924-1925 | Bob Davidson | 1943-1945 | George Armstrong | 1958-1969            | Doug Gilmour | 1994-1997 |
| Bert Corbeau     | 1925-1927 | Syl Apps     | 1945-1948 | Dave Keon        | 1969-1975            | Mats Sundin  | 1997-2008 |
| Hap Day          | 1927-1937 | Ted Kennedy  | 1948-1955 | Darryl Sittler   | 1975-1979; 1980-1982 | Dion Phaneuf | 2010-2016 |
| Charlie Conacher | 1937-1938 | Sid Smith    | 1955-1956 | Rick Vaive       | 1982-1986            |              |           |

### Números aposentados
Fora o 99 de Wayne Gretzky (aposentado por toda a liga), os Maple Leafs aposentaram 13 números, de 19 jogadores (alguns utilizaram o mesmo número). Entre 1992 e 2016, a maneira empregada pelo time para apresentar números foi singular. Somente teriam os números aposentados jogadores que sofreram danos que puseram fim a sua carreira. Neste critério, somente dois jogadores se encaixaram: Ace Bailey e Bill Barilko. Outros jogadores considerados bons tiveram seus números honrados, que continuaram disponíveis para os jogadores. Em outubro de 2016, foi anunciado que a política vigente até o momento seria mudada, de forma que todos os números até então honrados seriam aposentados.
| #  | Jogador          | Posição | Período como jogador       | Data de honraria | Data de aposentadoria |
| -- | ---------------- | ------- | -------------------------- | ---------------- | --------------------- |
| 1  | Turk Broda       | G       | 1935-1943; 1946-1951       | 11/03/1995       | 15/10/2016            |
| 1  | Johnny Bower     | G       | 1958-1969                  | 11/03/1995       | 15/10/2016            |
| 4  | Hap Day          | D       | 1924-1937                  | 04/10/2006       | 15/10/2016            |
| 4  | Red Kelly        | C       | 1960-1967                  | 04/10/2006       | 15/10/2016            |
| 5  | Bill Barilko     | D       | 1945-1951                  | Não foi honrado  | 17/10/1992            |
| 6  | Ace Bailey       | RW      | 1926-1933                  | Não foi honrado  | 14/02/1934            |
| 7  | King Clancy      | D       | 1930-1937                  | 21/11/1995       | 15/10/2016            |
| 7  | Tim Horton       | D       | 1949-1970                  | 21/11/1995       | 15/10/2016            |
| 9  | Charlie Conacher | RW      | 1929-1938                  | 28/02/1998       | 15/10/2016            |
| 9  | Ted Kennedy      | C       | 1942-1955; 1956-1957       | 03/10/1993       | 15/10/2016            |
| 10 | Syl Apps         | C       | 1936-1943; 1945-1948       | 03/10/1993       | 15/10/2016            |
| 10 | George Armstrong | RW      | 1949-1971                  | 28/02/1998       | 15/10/2016            |
| 13 | Mats Sundin      | C       | 1994-2008                  | 11/02/2012       | 15/10/2016            |
| 14 | Dave Keon        | C       | 1960-1975                  | Não foi honrado  | 15/10/2016            |
| 17 | Wendel Clark     | LW      | 1985-1994; 1996-1998; 2000 | 22/11/2008       | 15/10/2016            |
| 21 | Borkje Salming   | D       | 1973-1989                  | 04/10/2006       | 15/10/2016            |
| 27 | Frank Mahovlich  | LW      | 1956-1968                  | 03/10/2001       | 15/10/2016            |
| 27 | Darryl Sittler   | C       | 1970-1982                  | 08/02/2003       | 15/10/2016            |
| 93 | Doug Gilmour     | C       | 1992-1997                  | 31/01/2009       | 15/10/2016            |

### Líderes em Pontos da Franquia
Estes são os 10 maiores pontuadores da história da franquia. O ranking é atualizado ao final de cada temporada regular da NHL.
Nota: Pos = Posição; GP = Partidas disputadas; G = Gols; A = Assistências; Pts = pontos; P/G = Pontos por jogo; * = joga atualmente no Maple Leafs
| Jogador          | Pos | GP   | G   | A   | Pts | P/G  |
| Mats Sundin      | C   | 981  | 420 | 567 | 987 | 1.01 |
| Darryl Sittler   | C   | 844  | 389 | 527 | 916 | 1.09 |
| Dave Keon        | C   | 1062 | 365 | 493 | 858 | .81  |
| Borje Salming    | D   | 1099 | 148 | 620 | 768 | .70  |
| George Armstrong | RW  | 1187 | 296 | 417 | 713 | .60  |
| Ron Ellis        | RW  | 1034 | 332 | 308 | 640 | .62  |
| Frank Mahovlich  | LW  | 720  | 296 | 303 | 599 | .83  |
| Bob Pulford      | LW  | 947  | 251 | 312 | 563 | .59  |
| Ted Kennedy      | C   | 696  | 231 | 329 | 560 | .80  |
| Rick Vaive       | RW  | 534  | 299 | 238 | 537 | 1.00 |

## Prêmios e Troféus na NHL
Stanley Cup
- 1917-18 (como Arenas), 1921-22 (como St. Pats), 1931-32, 1941-42, 1944-45, 1946-47, 1947-48, 1948-49, 1950-51, 1961-62, 1962-63, 1963-64, 1966-67

Troféu Prince of Wales
- 1947-48, 1962-63

Troféu Memorial Hart
- Babe Pratt: 1943-44
- Ted Kennedy: 1954-55

Troféu Vezina
- Turk Broda: 1940-41, 1947-48
- Al Rollins: 1950-51
- Harry Lumley: 1953-54
- Johnny Bower: 1960-61
- Terry Sawchuk & Johnny Bower: 1964-65

Troféu Conn Smythe
- Dave Keon: 1966-67

Troféu Memorial Calder
- Syl Apps: 1936-37 (troféu ainda conhecido como "Troféu Calder")
- Gaye Stewart: 1942-43 (troféu ainda conhecido como "Troféu Calder")
- August "Gus" Bodnar: 1943-44
- Frank McCool: 1944-45
- Howie Meeker: 1946-47
- Frank Mahovlich: 1957-58
- Dave Keon: 1960-61
- Kent Douglas: 1962-63
- Brit Selby: 1965-66

Troféu Frank J. Selke
- Doug Gilmour: 1992-93

Troféu Memorial King Clancy
- Curtis Joseph: 1999-00

Troféu Memorial Lady Byng
- Joe Primeau: 1931-32
- Gordie Drillon: 1937-38
- Syl Apps: 1941-42
- Sid Smith: 1951-52, 1954-55
- Red Kelly: 1960-61
- Dave Keon: 1961-62, 1962-63
- Alexander Mogilny: 2002-03

Troféu Jack Adams
- Pat Burns: 1992-93

Troféu Lester B. Patrick
- Terry Sawchuk: 1970-71